# Akureyrarvöllur
Het Akureyrarvöllur is een sportstadion in de IJslandse stad Akureyri. Het wordt meestal gebruikt voor voetbalwedstrijden en is de thuisbasis van zowel Þór Akureyri als KA Akureyri. Het stadion heeft een totale capaciteit van ongeveer 2.000 plaatsen.